# 人工草坪

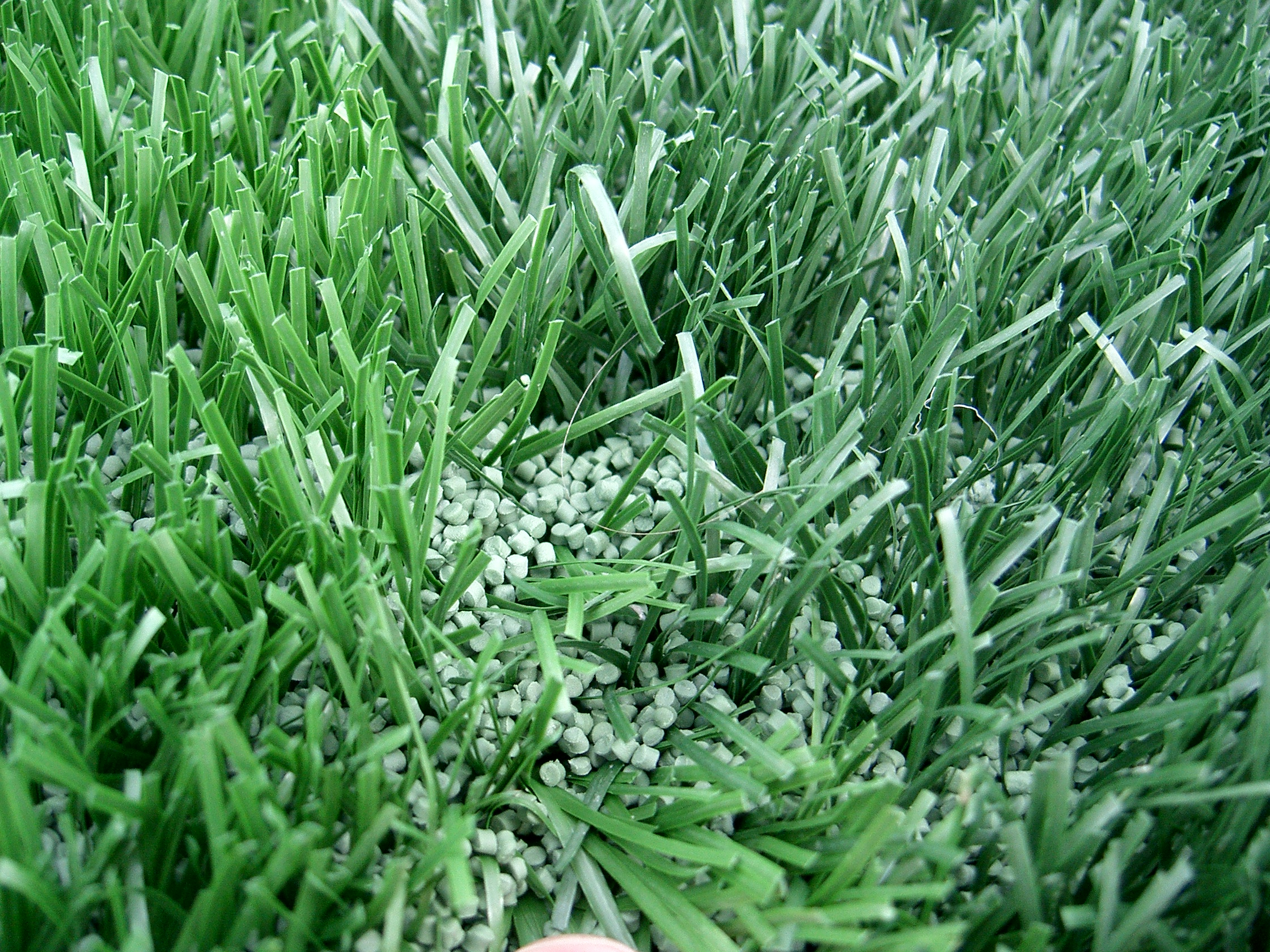
現代人工草坪

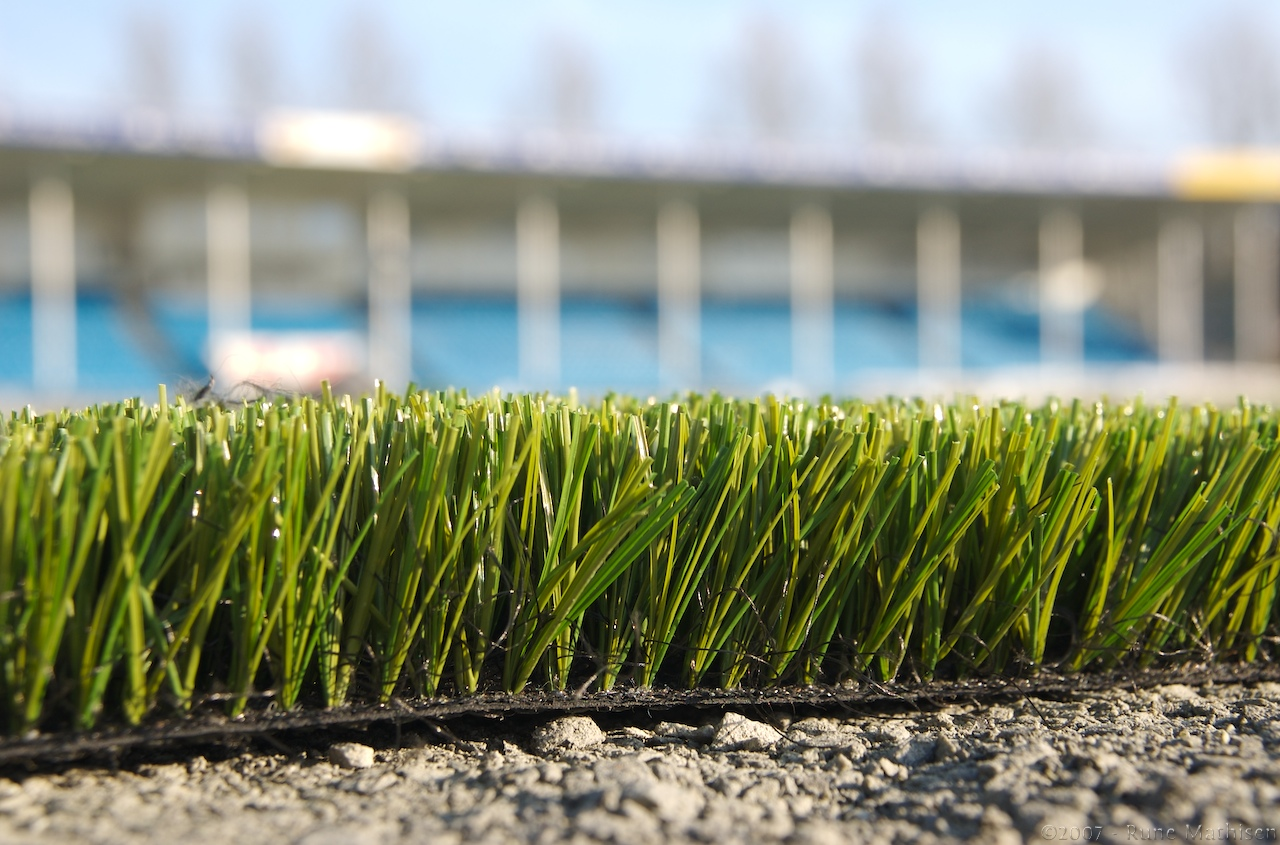
側視人工草坪

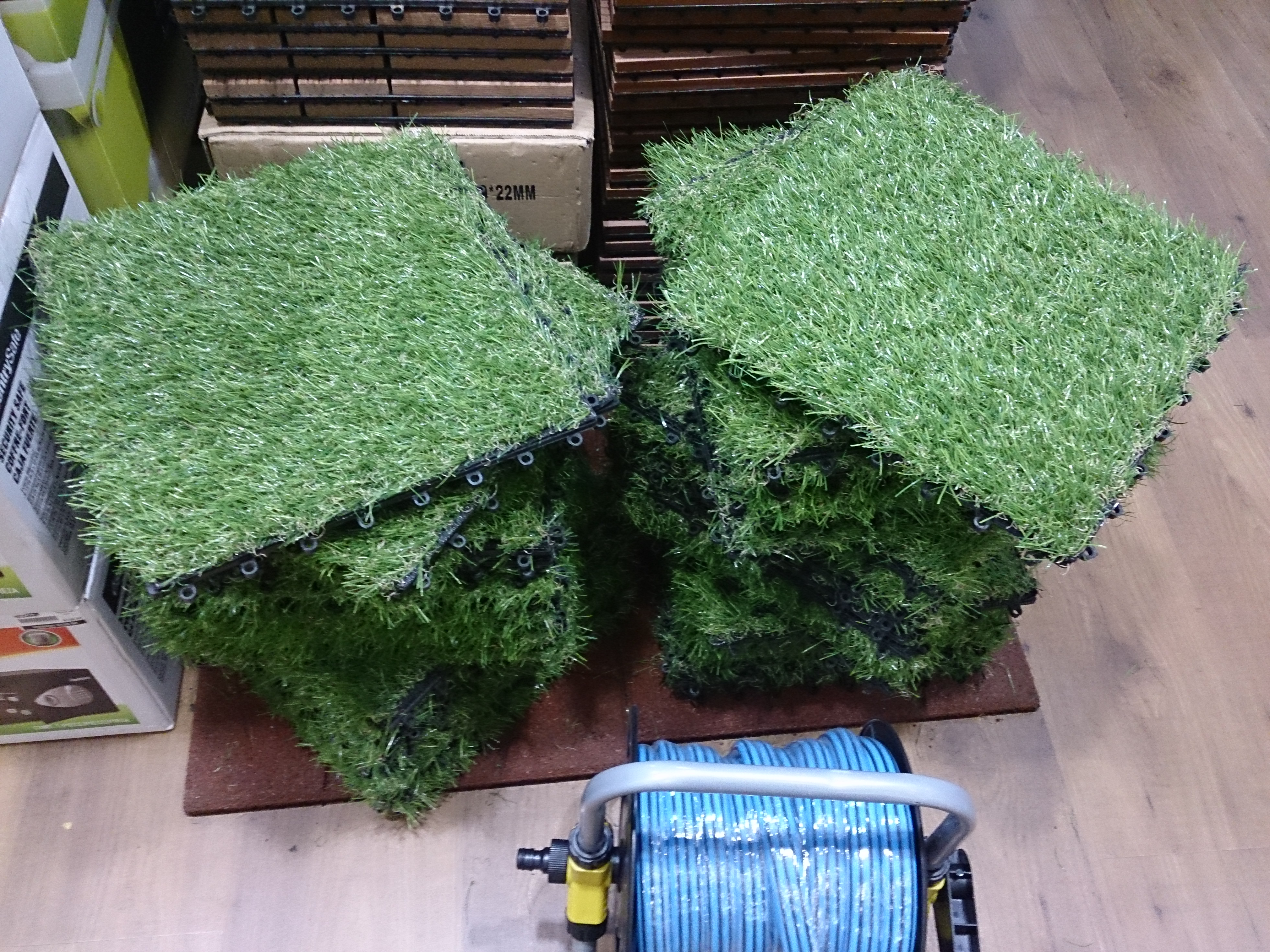
家用人工草坪

人工草坪是一種長相類似天然草地的合成纖維，大部分時候是在室內體育場，讓原本就在草地上進行的活動使用，但是現在也逐漸被住宅所使用，或是其他商業的應用。
人工草皮之所以被廣泛使用的原因主要在於維護方便：這些「草」在高強度的使用之下仍然能屹立不搖，也不需要修剪或是灌溉；再加上維持天然草地的日照量以及保持不易，室內以及半露天的體育場必須、也只能使用人工草坪。當然，人工草坪也有壽命有限、需要定時清理、生产消耗石油多、在填埋時會產生的化學毒素等缺点。
人工草坪在1960年代被使用在新建的休斯顿体育场，因此開始廣泛受到關注。當時所使用、由孟山都開發的產品被稱做「AstroTurf」，也在20世紀末期成為所有人工草坪的口語稱呼。目前，AstroTurf仍然是個註冊商標，但已經不由孟山都所有。1960年代使用的第一代的人工草皮目前大多被第二代草皮及第三代技術取代。

## 历史
1966年，由於AstroTurf人工草坪被使用在休士頓體育館裡面，人工草坪開始受到關注。事實上，在1965年最初的賽季，這家先進的室內體育館仍然是使用天然草皮，但是，天然草皮耗損得非常快速，到第二季後半時，已經完全不適合使用，甚至必須用塗料將表面漆綠。由於人工草皮供給不足，在1966年四月，休斯頓太空人主場揭幕戰之前只有內野的部分被鋪上人工草皮，外野的部分則是在夏季休斯頓太空人客場時進行安裝，並在七月的全明星賽周末後首度使用。
在1970年代，AstroTurf與類似的鋪面開始在美國及加拿大廣泛使用在足球及棒球的室內外球場。

## 应用

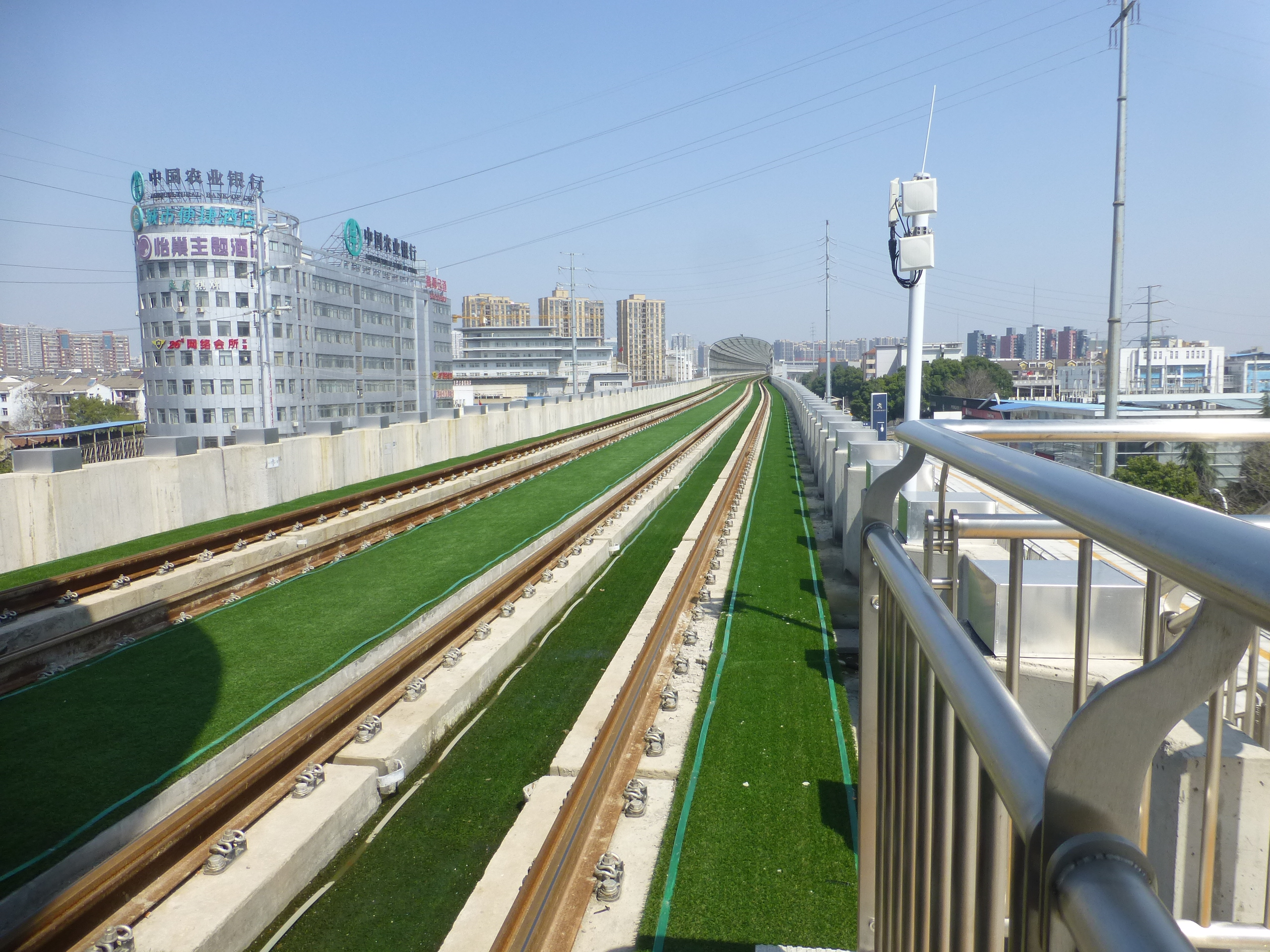
人工草坪在武汉有轨电车武大园站

### 滑雪
二十世纪六七十年代，欧洲的一些滑雪俱乐部和度假村安装了人造草皮。人造草皮曾被叫做'''pista del sol'''，被用于温暖、阳光明媚的场合后，这些设施越来越普遍。

### 高尔夫球
人造草皮也可用于高尔夫产业, 比如高尔夫练习场、轻击地区、发球台。但因为高尔夫球场面积通常较大，而且击球时易损坏人工草皮，用人工草皮做高尔夫球道缺乏可行性。

### 棒球
一些棒球場以人工草皮取代天然草皮，例如臺灣臺北市的天母棒球場。

### 健身房
健身房內通常會設有人工草坪區，做為雪橇或負重行走等訓練的區域。

### 景观美化
由於氣候乾燥，自1990年代初，美國西部人工草坪在住家及商業上的使用量經超出在體育場上中使用量，而由於相同的氣候條件，在澳洲也有同樣的情形。

### 机场
人工草坪也有在機場使用.。有些人工草坪的系統能夠讓光纖纖維融入草坪表面，讓跑道照明可以嵌入在著陸表面，或使照明或廣告也可以直接嵌入。

## 健康与安全
由於人工草坪的原料可能來自回收車胎，塑料容易在運動時脫落，經由鼻腔或口腔進入體內，因此一直存在致癌的隱憂。